# 鄧孝慈
鄧孝慈（1998年8月6日—），出生於中國贵州省贵阳市，中国大陆男歌手和演員，現經紀公司海西傳媒，2021年參加爱奇艺男團競演選秀養成類真人秀《青春有你3》，節目開播出期在發布會中以佩戴金絲眼鏡，鄧孝慈在眾多練習生中獨特出眾的清冷貴氣美人類型，以「最美背景板」稱號，節目開播一度引起關注和熱議，曾是青春有你3衍生團體IXFORM一员。

## 早年經歷
鄧孝慈出生於中國大陸貴州省貴陽市，在寄宿学校学习与成长。大學畢業於天普大學攝影系。

## 演藝經歷
2021年1月，以冉翼文化訓練生的身份，參加愛奇藝男團競演選秀養成類真人秀節目《青春有你3》。於同年7月25日，於《成都超樂音樂節》以IXFORM成员出道。
2022年1月19日，官宣拍攝網劇《同學恰恰恰》，同月24日，加入海西傳媒。

## 音樂作品

### 單曲
| 發行日期       | 歌曲名稱     | 歌曲資料                        | 備註 |
| 2022年12月29日 | 飛行模式     | - 作詞：EWEN貳文 - 編曲：劉博洋 |      |
| 2023年1月19日  | 春風曉新年好 | - 作詞： - 作曲：               |      |

### 合作單曲
| 發行年份 | 日期    | 歌曲名稱       | 歌曲資料                                    | 備註 |
| 2022年   | 1月30日 | 青春之夢       | - 作詞：韓冰 - 作曲：張江                   | 與孫楠、譚晶、劉璇、何衝、林躍、邢傲偉、葉喬波、陳若琳、李堅柔、祖麗、陳子由、薛涵夢、傑夫李、張嘯昂、張思帆、仇依文、楊耀揚、杜天宇、唐禹哲、高嘉朗、許丹睿共同演唱 |
| 2022年   | 5月31日 | 少年郎         | - 作詞：李三木 - 作曲：滿傑Babycloth/王澤霖 | 與王祖藍共同演唱 |
| 2022年   | 7月29日 | 踏著陽光的少年 | - 作詞：黃柏煊 - 作曲：小葵                 | 陈若轩、张思帆、林跃、李皓楠、李昊、宋木子、合文俊、葛秋谷、胡春杨                                                                                                   |
| 2022年   | 11月9日 | 此生遇見       | - 作詞：劉剛 - 作曲：曹博、蘇琛             | 與白小白、白川、陳若軒、劉愷威、連淮偉、馬蘇、潘辰、普普、汪睿、宇喆、張紫寧、張曉龍共同演唱                                                                         |

### 《青春有你 (第三季)》表演曲目
| 發行日期      | 歌曲資料 | 備註       |
| 2021年2月25日 | 《從此以後》 - 歌曲說明：初等級舞台 - 原唱:吳亦凡 - 合作演唱者：徐濱、高一百、何德瑞                                                                                           | 第三期     |
| 2021年3月4日  | 《雨愛》 - 歌曲說明：第一次公演（位置測評考核） - 原唱者：楊丞琳 - 合作演唱者：胡軒豪、陳泫孝、梁泓立、陳子龍、楊淘、黃泓銘                                                    | 第五期     |
| 2021年3月11日 | 《解脫》 - 歌曲說明：我想特别舞台公演 - 原唱者：李玖哲 - 合作演唱者：連淮偉、胡軒豪、黎明旭、龔毅星、魏星丞、黃鑒曦、陳譽庚、李遠、梁弘立                                      | 第七期     |
| 2021年3月18日 | 《We Rock》 - 歌曲說明：節目官方主題曲 - 原創歌曲 - 合作演唱者：全體訓練生 | 第九期     |
| 2021年4月2日  | 《辛德瑞拉》 - 歌曲說明：第二次公演（小組对决考核） - 原唱者：CNBLUE - 合作演唱者：牛在在、黃泓銘、韓瑞澤、邱丹楓                                                              | 第十三期   |
| 2021年4月3日  | 《立》 - 歌曲说明：練習室小考 - 原唱者：符龍飛 - 合作演唱者：劉俊昊、柯爾、黃泓銘、韓瑞澤                                                                                      | 第十四期   |
| 2021年4月17日 | 《竹》 - 歌曲說明：第三次公演（主題考核） - 原創歌曲 - 合作演唱者：常華森、杜天宇、劉雋、汪佳辰、王南鈞、鄭星源                                                                | 第十八期   |
| 2021年5月1日  | 《不遺憾》 - 歌曲說明：導師合作舞台公演 - 原唱者：李榮浩 - 合作演唱者：徐子未、唐九州、梁森、陳俊豪、鄧澤鳴 - 合作導師：李榮浩                                                 | 第二十二期 |
| 2021年5月8日  | 《終章（ZIP)》 - 歌曲說明：總決賽最终舞台公演 - 原創歌曲 - 合作演唱者：何德瑞、楊昊銘、唐九洲、孫瀅皓、杜天宇、段星星、常華森、羅一舟、劉冠佑 - 備註：因取消總決賽沒有本次公演 | 第二十三期 |

## 影視作品

### 電視劇
| 播出年份 | 日期    | 頻道     | 節目名稱           | 角色   | 備註 |
| 2024年   | 2月28日 | 優酷     | 《嫁東宮》         | 沈默   |      |
| 2024年   | 3月16日 | 騰訊視頻 | 《無染》           | 暮霆   |      |
| 2025年   | 2月13日 | 騰訊視頻 | 《怎敵她千嬌百媚》 | 范清辰 |      |
| 待播     |         |          | 《同學們恰恰恰》   | 蕭哲   |      |
| 待播     |         | 愛奇藝   | 《雲秀行》         | 藍龍蓮 |      |
| 待播     |         |          | 《一念初見錦衣謠》 | 法遠戎 |      |
| 待播     |         | 騰訊視頻 | 《吾凰在上》       | 十四   |      |
| 待播     |         |          | 《水龍吟》         | 江城   |      |
| 待播     |         | 騰訊視頻 | 《掌上齊眉》       | 謝雲宴 |      |
| 待播     |         |          | 《風滿樓》         | 君澈   |      |

### 固定綜藝
| 播出日期               | 頻道   | 節目名稱              | 備註                        |
| 2021年2月18日－5月1日  | 愛奇藝 | 《青春有你 (第三季)》 | 參賽者 （以第五名成團出道） |
| 2022年8月3日－10月28日 | 芒果TV | 《少年出遊記》        | 常駐                        |

## 媒體作品

### 廣告代言
| 年份 | 名稱 | 性質 | 備註 |
|      |      |      |      |

### 雜誌寫真
| 年份   | 日期     | 名稱                  | 期數     | 備註 |
| 2021年 | 7月12日  | 精品購物指南LIFESTYLE |          |      |
| 2021年 | 7月30日  | MadameFigaroMode      | 八月刊   |      |
| 2021年 | 12月2日  | Vanity Teen中文版     | 十二月刊 |      |
| 2022年 | 2月21日  | 伊周magazine          |          |      |
| 2022年 | 3月10日  | SPOTLiGHT聚光         |          |      |
| 2022年 | 11月6日  | KNIGHT高級            |          |      |
| 2022年 | 12月27日 | 樹與志TreeForAmbition |          |      |
| 2024年 | 4月16日  | Butterfly             | 四月刊   |      |
| 2025年 | 5月10日  | NY-Magazine           |          |      |

## 公开活动

### 粉丝見面會、宣傳、發布會
| 年份 | 日期 | 地點 | 主題 | 備註 |
|      |      |      |      |      |

### 頒獎典禮、時尚盛典
| 年份   | 日期     | 播放频道/平台 | 頒獎典禮 / 時尚盛典名称  | 備註 |
| 2021年 | 12月22日 |               | 瑞麗美容大賞             |      |
| 2022年 | 8月12日  | 愛奇藝        | 第十二屆北京國際電影節   |      |
| 2022年 | 9月9日   | CCTV-6        | 第二十九屆大學生電影節   |      |
| 2022年 | 11月12日 | CCTV-6        | 第三十五屆中國電影金雞獎 |      |
| 2023年 | 2月25日  | 搜狐視頻      | 2022搜狐時尚盛典         |      |
| 2023年 | 4月8日   | 湖北衛視      | 首屆楚文化節開幕式       |      |
| 2023年 | 4月9日   | CCTV-6        | 中國電影大數據盛典       |      |
| 2023年 | 9月25日  | CCTV-6        | 第十屆絲綢之路國際電影節 |      |

### 晚会
| 年份   | 日期    | 播放频道/平台 | 節目名稱          | 備註 |
| 2023年 | 6月20日 | 央視頻        | 花開新時代        |      |
| 2024年 | 2月9日  | CCTV-1        | 龙腾虎跃·中国年味 |      |